# سلیم تماری
سلیم تماری (عربی: سليم تماري)، جامعه‌شناس فلسطینی، مدیر موسسه مطالعات فلسطین و استادیار مرکز مطالعات عربی معاصر دانشگاه جورج تاون است. رشید خالدی، استاد کرسی ادوارد سعید استاد مطالعات عربی مدرن در دانشگاه کلمبیا، تماری را «جامعه‌شناس تاریخیِ برجسته فلسطینی» خوانده است.
تماری درسال ۱۹۴۵ در بندر باستانی یافا در فلسطین در سال متولد شد. هنگامی که سه‌ساله بود، در آوریل ۱۹۴۸، خانواده او از یافه رانده شدند، زیرا مورد حمله‌ی گروه‌های شبه نظامی صهیونیست در جنگ اعراب و اسرائیل 1948 واقع شدند. تماری در کالج بیرزیت (که بعداً به دانشگاه بیرزیت تغییر نام داد) در کرانه باختری تحصیل کرد و سپس از دانشگاه درو در نیوجرسی ایالات‌متحده لیسانس علوم‌سیاسی گرفت. او بعدها مدرک کارشناسی‌ارشد جامعه‌شناسی خودر را از دانشگاه نیوهمپشایر و مدرک دکتری خود را از دانشگاه منچستر دریافت کرد.

## حرفه
تماری از سال ۱۹۷۱ در دانشگاه بیرزیت استاد جامعه‌شناسی بوده است. در سال ۱۹۹۴، وی به عنوان مدیر موسسه مطالعات قدس منصوب شد که وابسته بهموسسه مطالعات فلسطین مستقر در بیروت که مجله عربی فصلنامه‌ی قدس (پرونده سه ماهه قدس سابق) را منتشر می‌کند. وی همچنین در کمیته پناهندگان در مذاکرات صلح چند جانبه‌ای که پس از کنفرانس مادرید در سال ۱۹۹۱ برگزار شد ، شرکت داشت. او یکی از اعضای مهمان برنامه معماری اسلامی آقاخان در دانشگاه ام‌آی‌تی، استاد مهمان دانشگاه برکلی کالیفرنیا (۲۰۰۵، ۲۰۰۷)، دانشگاه نیویورک (۲۰۰۱-۲۰۰۳)، دانشگاه کرنل (۱۹۹۷) و دانشگاه شیکاگو (۱۹۹۱-۱۹۹۲) بوده‌است. او در سال ۲۰۰۸ در دانشگاه کمبریج عضو اریک لین بوده اکنون مدرس مطالعات مدیترانه‌ای در دانشگاه کا فوسکاری ونیزاست.
تماری با تکیه بر مطالب بایگانی‌شده و خاطرات شخصی، مطالعات متعددی در زمینه مستندسازی و تجزیه و تحلیل جامعه فلسطین انجام داده است. کتاب‌های تامری شامل این آثار است: «قدس ۱۹۴۸: همسایگی اعراب و سرنوشت آن‌ها در جنگ»، «مذاکرات پناهندگان فلسطینی: از مادرید تا اسلو دوم»، «کوه در برابر دریا: مقالاتی در مورد جامعه و فرهنگ فلسطین» و «سال ملخ: دفتر خاطرات یک سرباز و پاکسازی پیشینه‌ی عثمانی فلسطین»، «زندگینامه احسان حسن ترجمان، سرباز جوان فلسطینی مستقر در قدس در طول جنگ جهانی اول»

## مطالعه‌ی بیشتر
- مصاحبه با سلیم تماری ، ساعت خبری پی بی اس